# Trésor de la cathédrale d'Aix-la-Chapelle
 (octobre 2024).
Le trésor de la cathédrale d’Aix-la-Chapelle est l‘un des trésors ecclésiastiques les plus importants d’Europe, collection unique d’objets précieux du Moyen Âge. En 1995, l’installation du trésor de la cathédrale d'Aix-la-Chapelle a été modifiée pour l'adapter aux méthodes de conservation et de restauration les plus récentes. Depuis, les objets sont exposés dans des locaux reliés au cloître de la cathédrale. La présentation du trésor s’étend sur une superficie de 600 m2 sur plusieurs niveaux et dans diverses salles ; plus d'une centaine d'œuvres d'art sont exposées.
Le trésor de la cathédrale d’Aix-la-Chapelle doit sa place prédominante avant tout au fait que l’actuelle cathédrale a pendant des siècles (de 936 à 1531) été l’église de couronnement des empereurs romains germaniques. Certains objets remontent à un donateur royal, d‘autres montrent l’importance européenne de l’actuelle cathédrale d’Aix-la-Chapelle en tant qu'église de pèlerinage et sépulture de Charlemagne.

## Description

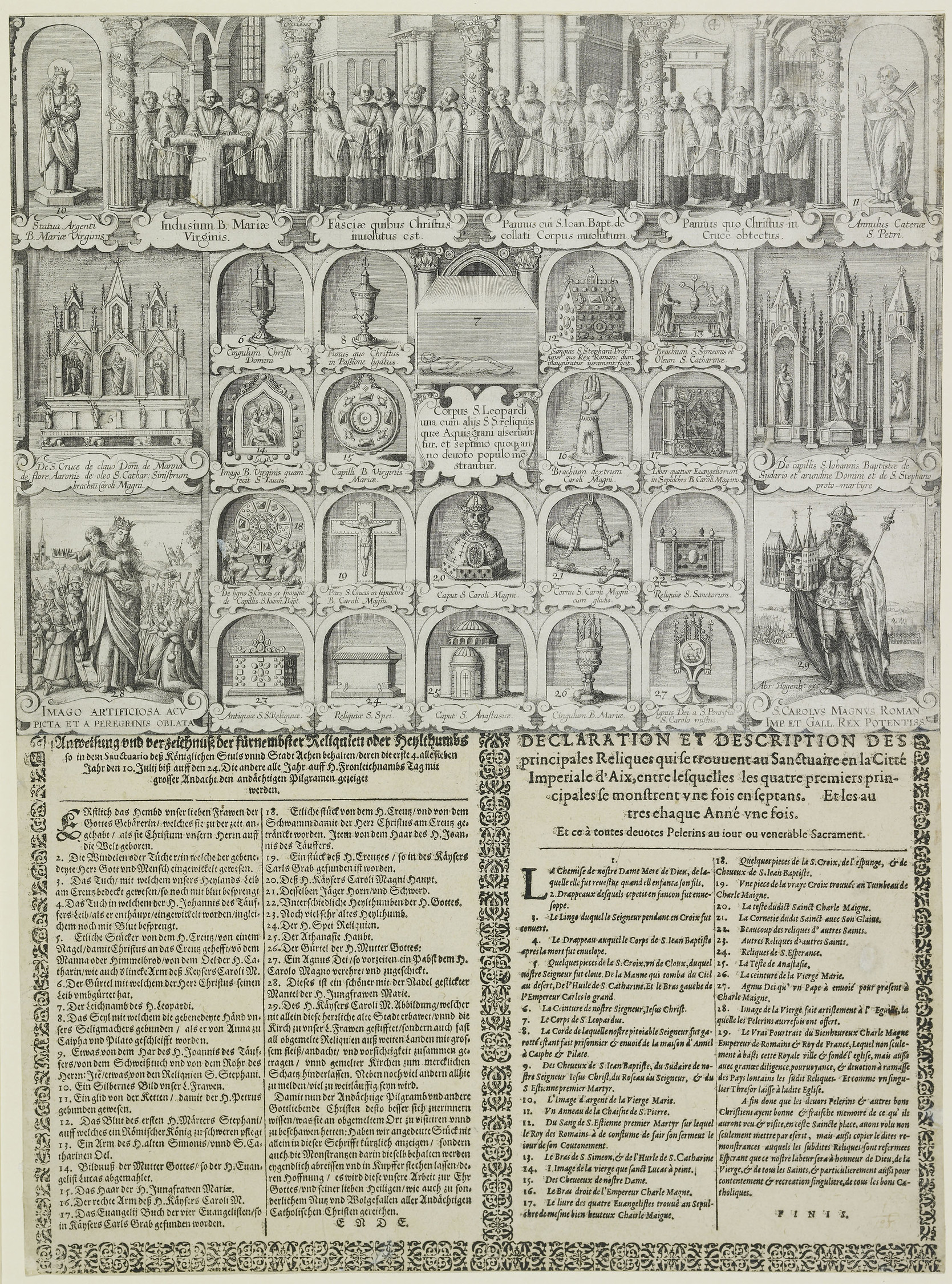
Wenceslas Hollar, Les reliques d'Aix.

Le trésor montre des objets d’art sacré de l’antiquité tardive et carolingienne, de celle des empereurs ottoniens, des Hohenstaufen et surtout de l’époque gothique, richesses qui sont parmi les œuvres d’art les plus importantes de leurs temps.
Une partie de la présentation thématique tourne autour du rôle et de la personne de Charlemagne.

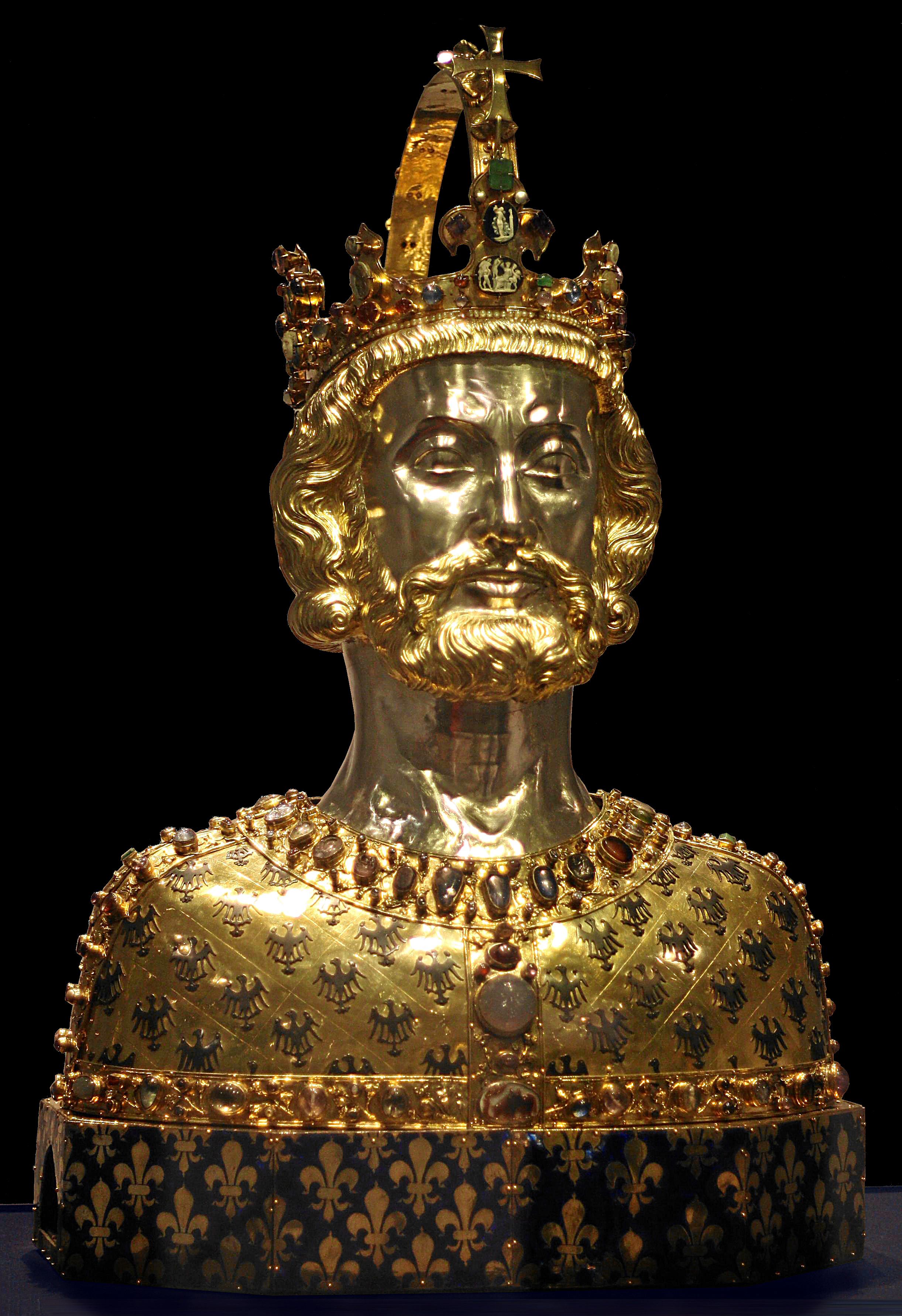
Buste de Charlemagne.

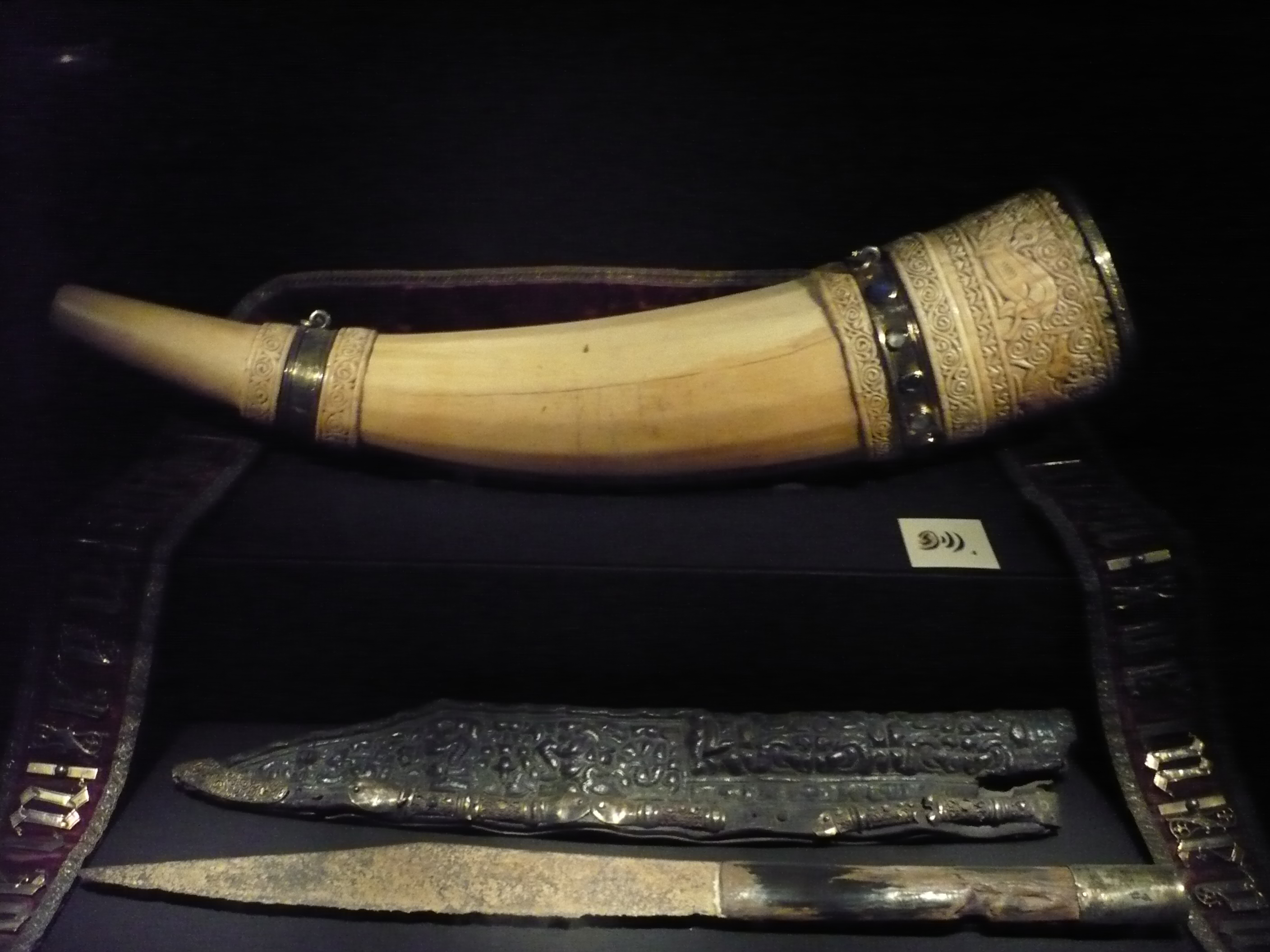
Olifant et le couteau de chasse de Charlemagne.

Au centre de cette section se trouve le buste de Charlemagne, de style gothique tardif (1350), en argent doré, qui a servi de modèle à d'innombrables reliquaires ultérieurs. Le sarcophage de Proserpine, le sarcophage romain en marbre du début du IIIe siècle dans lequel Charlemagne a été enterré dans la cathédrale, se trouve également ici. On trouve également un olifant (sarrasin) du XIe siècle de l'Italie du Sud ou de l'Est, qui a longtemps été considéré comme la corne de chasse de Charlemagne. Il y a aussi un couteau de chasse, qui date du VIIIe siècle.

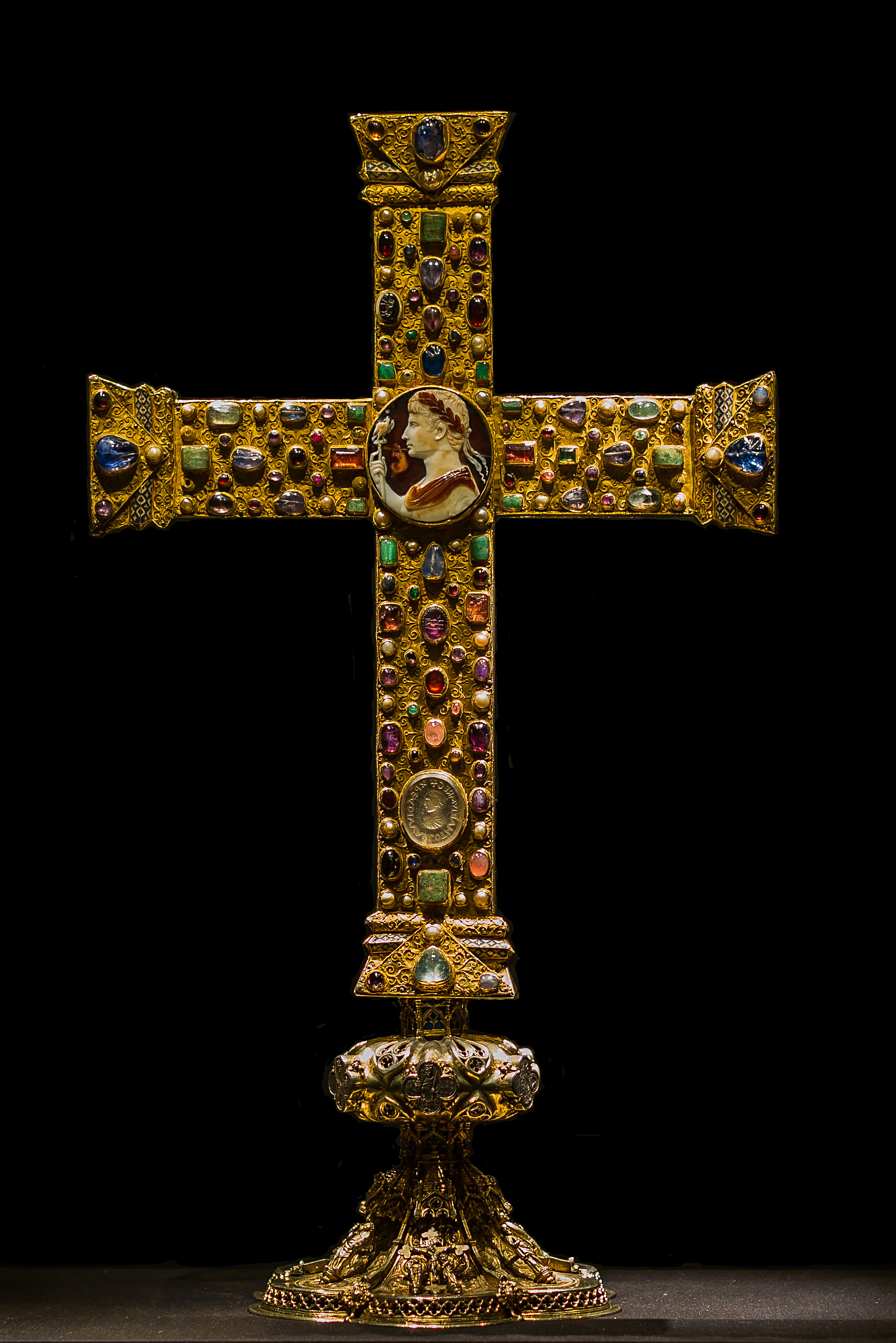
Croix de Lothaire.

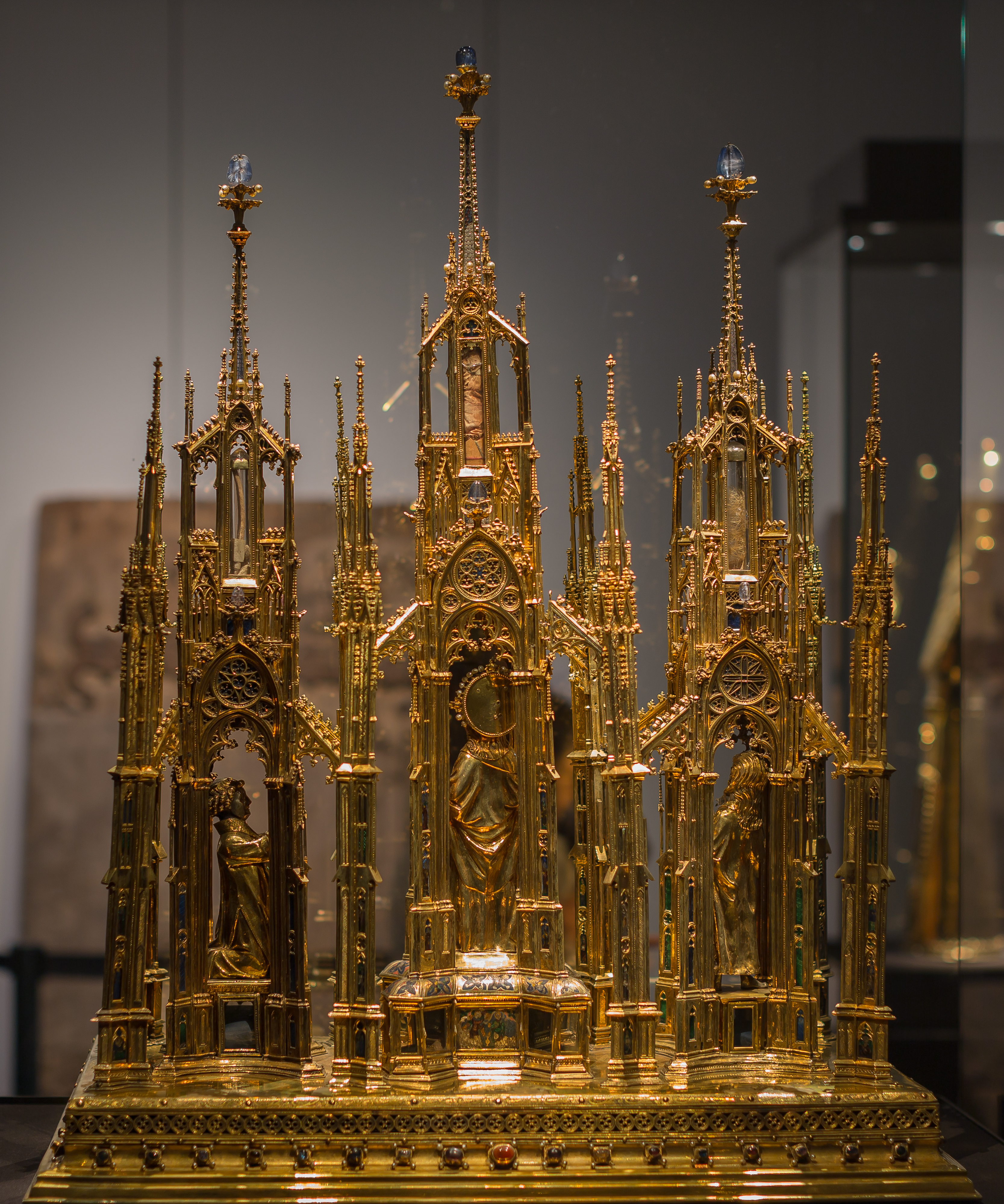
Reliquaire des trois tours.

Une autre thématique est l’art religieux ; elle comprend la croix de Lothaire de 984, le retable d'Aix-la-Chapelle, les Évangiles d'Aix-la-Chapelle. En plus, il y a des pièces d'orfèvrerie de Hans von Reutlingen, comme des ostensoirs ou le reliquare des trois tours.
Parmi les autres chefs-d'œuvre présentés, figurent notamment :
- l'évangéliaire de Liuthar, de la fin du Xe ou du début du XIe siècle, réalisé à Reichenau dans l'atelier du moine Liuthar ;
- le Pala d’oro (retable d'or) (1000-1024) ;
- l'ambon de Henri II (vers 1024) ;
- le chandelier de Barberousse (vers 1165).

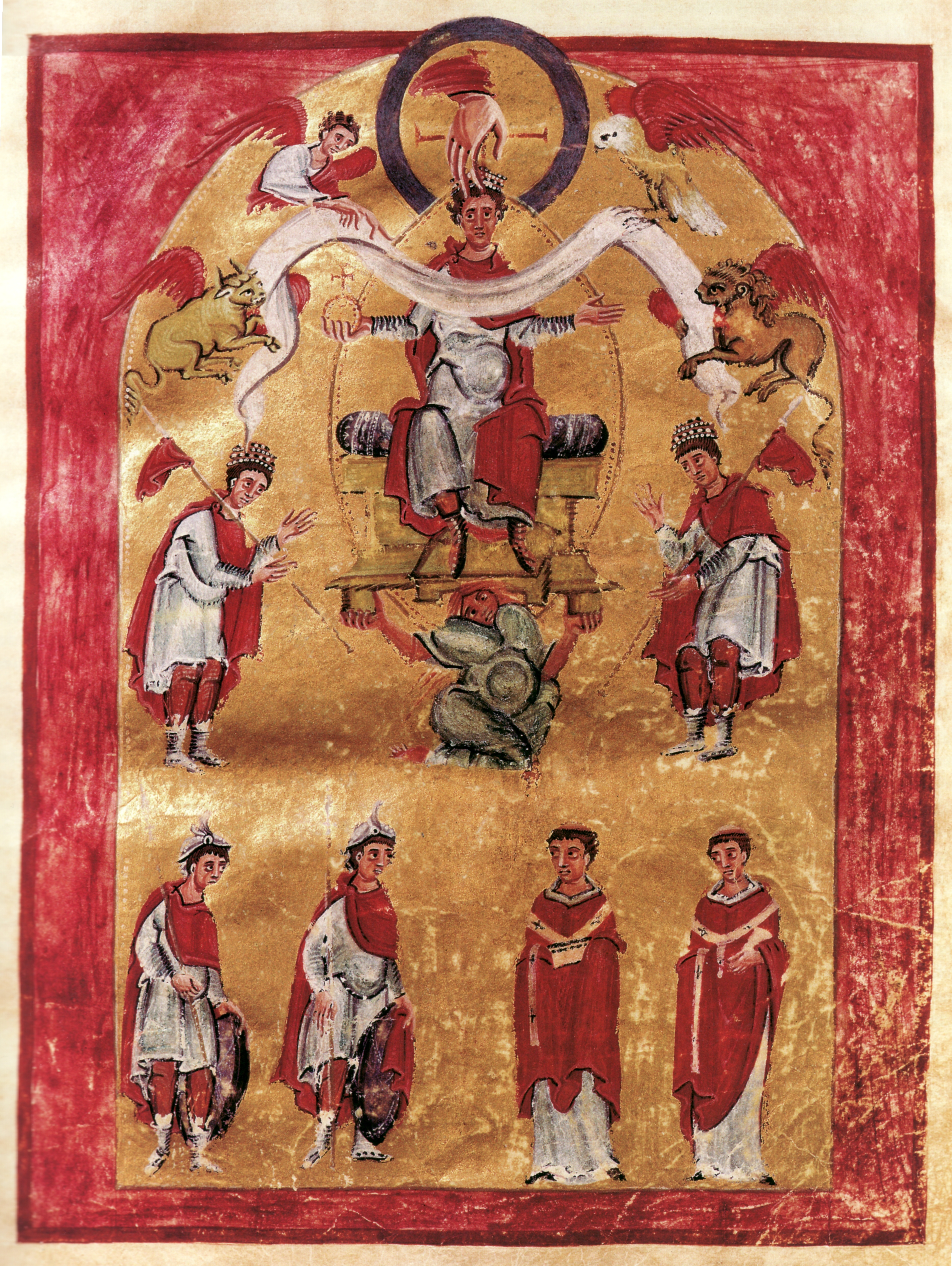
Évangéliaire de Liuthar.
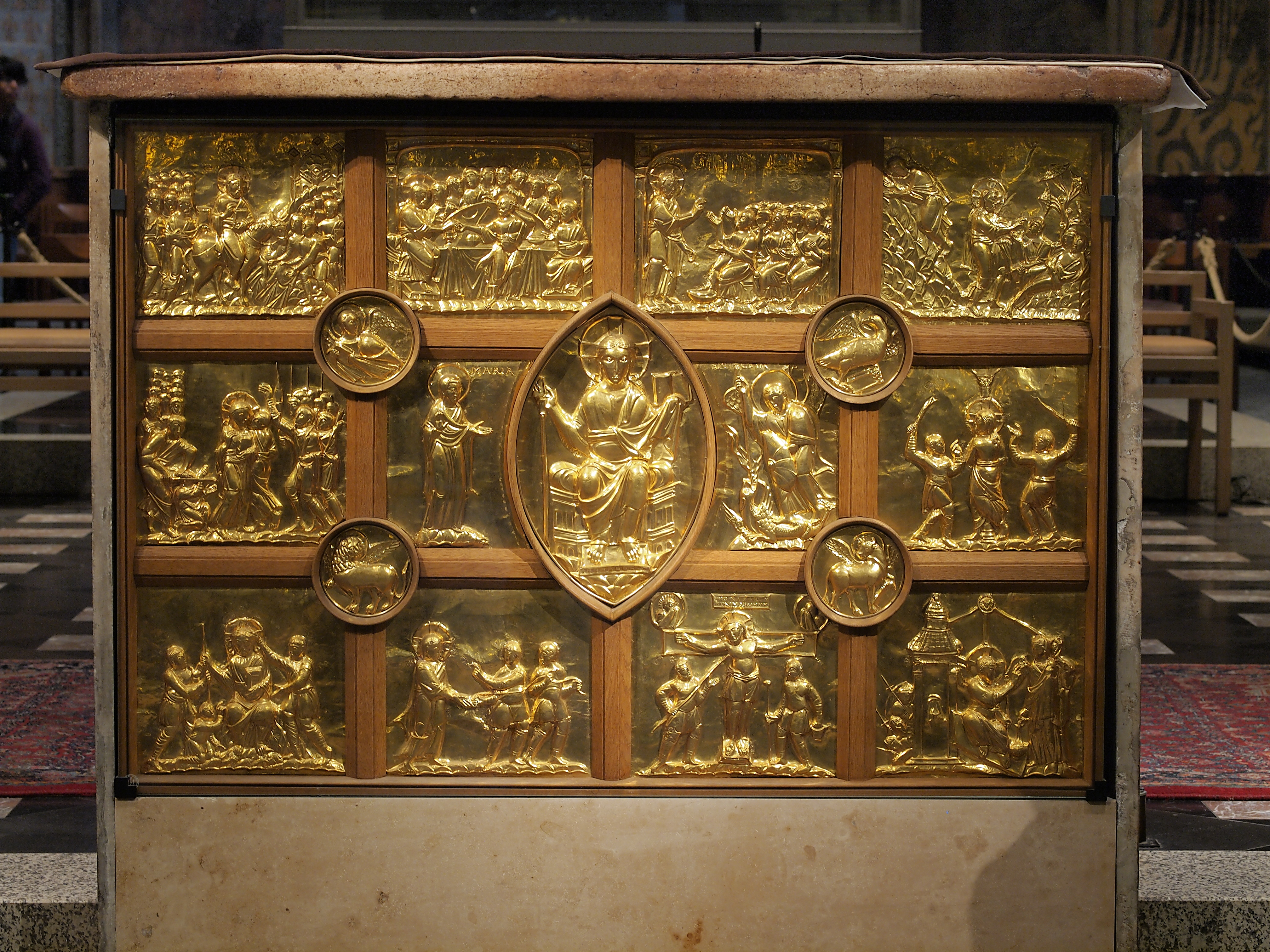
Pala d'oro.
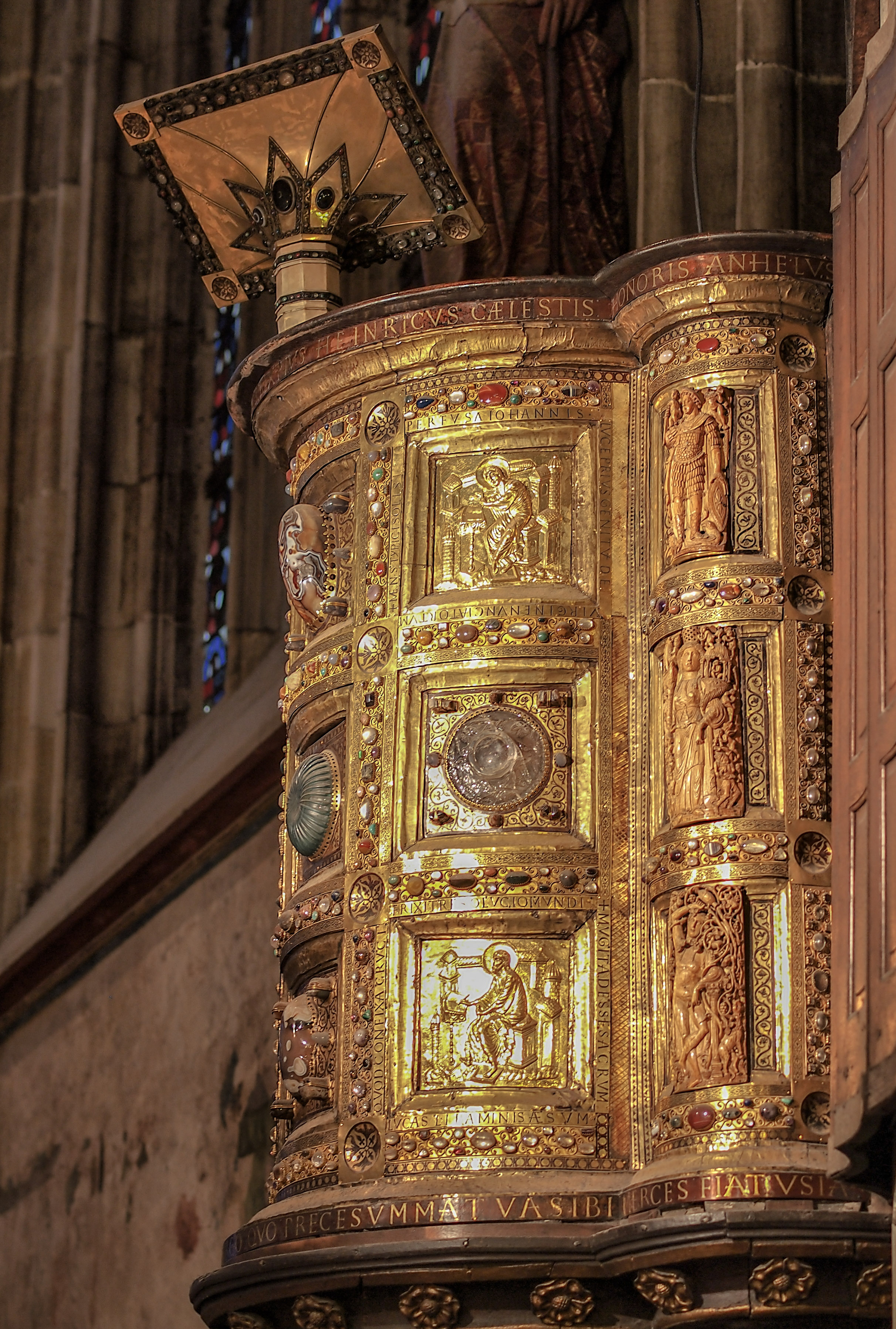
Ambon de Henri II.

## Éléments d'histoire
Au fil des siècles, le trésor a connu une histoire tumultueuse. Les objets ont été envoyés au loin pendant la guerre de Trente Ans et de nouveau en 1794 lorsque les troupes révolutionnaires françaises ont occupé Aix-la-Chapelle et l'ont incorporée dans le département de la Ruhr. En août de cette année-là, le trésor est transporté au Collegium Liborianum, le monastère des capucins de Paderborn, où les trois objets, emblèmes impériaux jusqu'alors en possession du collège de la cathédrale (l'Évangéliaire du couronnement de Vienne, le sabre de Charlemagne et la bourse de Saint-Étienne) furent séparés et emmenés à Vienne. Depuis lors, ces insignes impériaux d'Aix-la-Chapelle sont restés dans le Trésor impérial de Vienne.
En 1804, Marc-Antoine Berdolet, premier évêque d'Aix-la-Chapelle, donna deux pièces de la collection à l'impératrice Joséphine, lorsqu'elle se rendit à Aix-la-Chapelle pour une cure, en remerciement du retour du trésor à Aix-la-Chapelle confisqué par les armées révolutionnaires, retour organisé par Napoléon. Parmi ces cadeaux, le reliquaire du bras de Charlemagne se trouve maintenant au Louvre à Paris et le talisman de Charlemagne se trouve dans le trésor de la cathédrale de Reims.
Au début de la Seconde Guerre mondiale, le trésor est transporté au Schloss Bückeburg avec des objets d'autres trésor du Musée Suermondt-Ludwig. Le lieu n'était pas approprié, et en 1941, Heinrich Himmler fait établir une liste d'objets « importants pour le Reich » et une autre d'objets « peu importants pour le Reich ». Les objets dits « importants » sont transportés à la Albrechtsburg à Meissen. Ils comprennent la Karlsschrein, le Marienschrein (en), le Buste de Charlemagne, la Croix de Lothaire et le châsse des rois mages. Le reste de la collection est renvoyé à la cathédrale d'Aix où il est conservé dans la tour sud de Cathédrale d'Aix-la-Chapelle. Sur l'insistance du Reichskonservator Robert Hiecke et du Provinzialkonservator Franz Wolff-Metternich, les objets conservés à Albrechtsburg sont transférés à Siegen le 13 septembre 1944 (lorsque la population d'Aix est évacuée vers la Thuringe) et y sont stockés dans la galerie Hain (en) des mines de cuivre de Siegen, avec le trésor des cathédrales d'Essen et de Trève, les plus précieux objets du Rheinishes Museum et les portes en bois de l'Église Sainte-Marie-du-Capitole.
Le lundi de Pâques 1945, un jeune vicaire, Erich Stephany, accompagné par l'officier américain Walker Hancock chargé du Monuments, Fine Arts, and Archives program, vont à Siegen, pour inspecter les six coffres des trésors. Le 7 mai, ils retournent à Siegen pour rapporter les trésors à Aix, mais la remise est interrompue par la capitulation allemande. La collection retourne seulement le 26 mai, grâce à Hancock, qui empêche leur transfert à Marbourg, puis charge sans autorisation le trésor, les copies des emblèmes impériaux et les portes en bois de Sainte-Marie dans un camion et les transporte à Aix-la-Chapelle et à Cologne.